# Calle Ciega
I Calle Ciega sono un gruppo musicale reggaeton venezuelano. Iniziarono nel 1998 con canzoni in stile merengue e hip hop, finendo poi la loro evoluzione attestando il loro stile su di un "reggaeton dance" con un ritmo venezuelano tipico.
Il gruppo consta di cinque elementi, tutti uomini, conosciuti come Nacho, El Chino, Luifer, Kent ed Emilio. Provengono tutti da città venezuelane differenti e anche da esperienze musicali differenti.
Il loro successo "Mi Cachorrita" è stato al primo posto tra i singoli più venduti in Venezuela per più di 23 settimane, e per più di 35 nella top-20 del Record Report. 
Nel 2007, i Calle Ciega hanno iniziato un tour internazionale per promuovere il loro ultimo album, registrato con la casa discografica Prisma Records a Miami, in Florida.
La loro ultima visita a Miami in una tappa del loro tour promozionale fu notato dai media, e per questo si rumoreggia di un loro ritorno in Florida in ottobre.
Nel frattempo continuano a dare spettacoli in Venezuela, ma stanno guadagnando popolarità anche in Perù, Ecuador e Colombia. Inoltre, sono stati anche partner di artisti già affermati come Daddy Yankee, Mey Vidal, e Ivy Queen.

## Album
- No Pares de Sudar (1999)
- Caliente (2000)
- Grandes Exitos (2001)
- Seguimos Bailando (2002)
- Una Vez Más (2005)

## Singoli
- "Mi Cachorrita"
- "Como te extraña mi cama"
- "El Vestido Rojo"